# Хобу (община)
Община Хобу (на шведски: Håbo kommun) е разположена в лен Упсала, източна централна Швеция с обща площ 186 km2 и население 19 968 души (към 31 декември 2013). Административен център на община Хобу е град Болста.